# Spermophora
Spermophora är ett släkte av spindlar. Spermophora ingår i familjen dallerspindlar.

## Dottertaxa tillSpermophora, i alfabetisk ordning[1]
- Spermophora berlandi
- Spermophora deelemanae
- Spermophora domestica
- Spermophora dubia
- Spermophora dumoga
- Spermophora elongata
- Spermophora estebani
- Spermophora faveauxi
- Spermophora gordimerae
- Spermophora jocquei
- Spermophora kaindi
- Spermophora kerinci
- Spermophora kivu
- Spermophora lambilloni
- Spermophora luzonica
- Spermophora maculata
- Spermophora maros
- Spermophora masisiwe
- Spermophora minotaura
- Spermophora miser
- Spermophora morogoro
- Spermophora palau
- Spermophora paluma
- Spermophora pembai
- Spermophora peninsulae
- Spermophora ranomafana
- Spermophora sangarawe
- Spermophora schoemanae
- Spermophora senoculata
- Spermophora sumbawa
- Spermophora suurbraak
- Spermophora thorelli
- Spermophora tonkoui
- Spermophora tumbang
- Spermophora usambara
- Spermophora vyvato
- Spermophora yao